# 영사재
영사재는 대한민국 대구광역시 북구 동변동에 있다.

## 개요
고종4년 갑오년에 금남공이 일가,친척에게 자기 소유토지 1,254두락 중 절반을 희사하여 후손들의 가취와 교육에 쓰도록 하였다. 그의 음덕을 기리기 위해 건립되었다.